# Pe lângă plopii fără soț...
„Pe lângă plopii fără soț...” este o poezie scrisă de Mihai Eminescu, publicată pentru prima oară în revista Familia pe 28 august 1883 și apărută apoi în volumul Poesii din 1884. 